# Belyj Jar (Verchneketskij rajon)
Belyj Jar (in russo forte bianco) è una cittadina della Russia siberiana sudoccidentale, situata nella oblast' di Tomsk; appartiene amministrativamente al rajon Verchneketskij, del quale è il capoluogo.
Sorge nella parte nordorientale della oblast', sulle sponde del fiume Ket' (affluente dell'Ob').
Belyj Jar è uno dei capolinea della importante linea ferroviaria che la congiunge la città di Tajga via Tomsk e Asino.